# Ceratitis capitata
Ruồi vàng đục quả hay còn gọi là ruồi đục quả Địa Trung Hải (Danh pháp khoa học: Ceratitis capitata) là một loài ruồi trong họ ruồi đục quả. Tephritidae. 

## Phân bố
Ở châu Á, chúng phân bố ở Iran, Israel, Jordan, Lebanon, Saudi Arabia, Syria, Thổ Nhĩ Kì, Yemen. Ở châu Âu chúng có tại Albania, Bulgaria, Croatia, Cyprus, Pháp, Hy Lạp, Italy, Bồ Đào Nha, Slovenia, Tây Ban Nha, Thụy Sĩ. châu Phi chúng có tại Algeria, Angola, Benin, Bostwana, Burkina Faso, Burundi, Cameroon, Congo. Bắc Mỹ chúng xuất hiện tại Mỹ, Trung Mỹ thì có ở Costa Rica, ElSalvador, Guatemala, Honduras, Nicaragua,
Panama. Trong khi đó ở Nam Mỹ thì có tại Arhentina, Bolivia, Brazil, Colombia, Ecuador, Paraguay, Peru, Uruguay, Venezuela. Chúng cũng đã xuất hiện tại Việt Nam và gây hại

## Đặc điểm

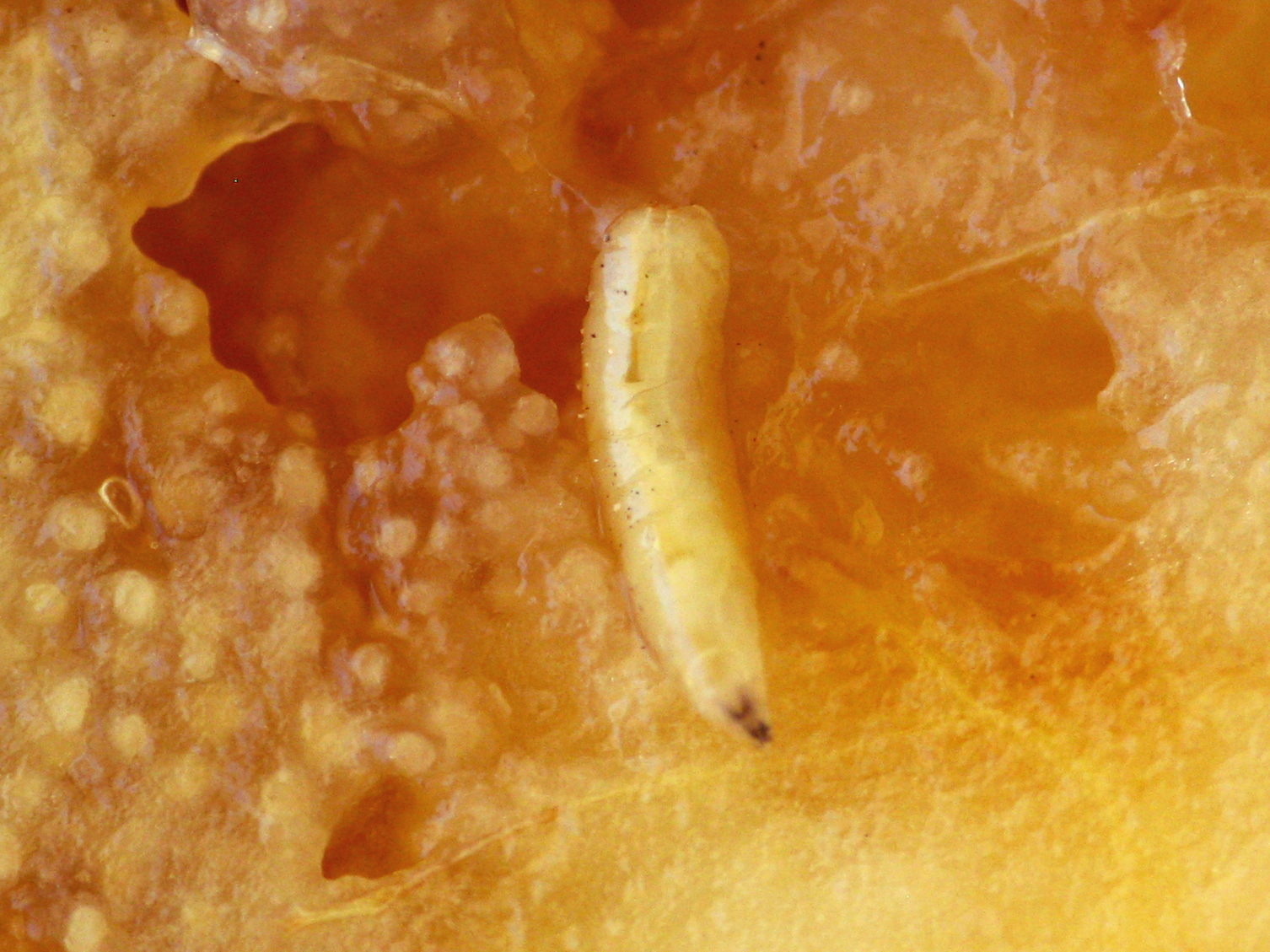
Ấu trùng

Ruồi trưởng thành: Màu vàng nhạt, mắt màu đỏ. Mãnh lưng ngực màu vàng đến nâu có nhiều đốm đen rõ, góc trước mãnh thuẫn có đường rích rắc màu trắng. Trên cánh có vân ngang màu vàng cam đến nâu tạo thành hình loang lổ. Bụng hình quả lê màu nâu; đốt bụng thứ 3 và nửa sau đốt bụng thứ 4 có băng ngang màu sáng. Con đực có đốt chày và đốt đùi chân giữa có hàng lông dày. Con cái thì ống đẻ trứng dẹt, dài bằng đốt bụng thứ 5 (1mm). Sâu non dài 6,5-9mm. Lỗ thở trước có 8-10 cái u.

## Gây hại
Chúng gây hại tới hơn 50% sản phẩm thu hoạch đối với vườn cây ăn trái. Sâu non đào lỗ và chui vào trong tép, thường có giọt gôm nhỏ từ trong lỗ chảy ra. Quả bị đục thường nhiễm nấm bán ký sinh, vết bệnh bắt đầu thối và biến nâu, thịt quả thối rữa và quả rụng xuống. Đây là đối tượng hại rất nguy hiểm đang được báo động hiện nay. Ruồi trưởng thành chích và đẻ trứng vào trái cây gây thoái hóa phần thịt quả làm quả thanh long bị thối không cho thu hoạch.